# Missiezusters van het Kostbaar Bloed
De Congregatie van de Missiezusters van het Kostbaar Bloed van Mariannhill (Latijn: Congregatio Pretiosi Sanguinis, afgekort CPS) is een rooms-katholieke missiecongregatie die werd gesticht in 1885 te Mariannhill, bij Durban in Zuid-Afrika, door de Oostenrijkse trappistenabt Franz Pfanner (1825-1909).

## Geschiedenis
Het is zeker bijzonder, dat iemand die jarenlang priester was en uiteindelijk trappist werd, om zich op zijn dood voor te bereiden, als trappistenabt een missiecongregatie stichtte. Dat deed abt Franz Pfanner in Mariannhill, in Zuid-Afrika. Sinds 1882 had hij daar een bloeiende Trappistenklooster opgebouwd, waaruit de Congregatie der Missionarissen van Mariannhill ontstond. Maar abt Franz zag, dat hij met zijn trappisten niet alle mensen kon bereiken. Daarom richtte hij zich, via de Duitse katholieke pers, tot de meisjes en vrouwen, om hulp in het missiegebied van Zuid-Afrika. Deze helpsters zouden zich inzetten voor de Zulu meisjes en vrouwen, door gebed en zware arbeid in een heet klimaat. Abt Franz was een man van de daad en geloofde meer in de kracht van het voorbeeld dan in de kracht van het woord. Handen uit de mouwen! Als antwoord op de wervingsactie begonnen vijf jonge vrouwen aan de verre en toen nog gevaarlijke reis per boot naar Zuid-Afrika. Dat betekende voor hen dat zij hun thuis voor altijd verlieten.
Op 8 september 1885, het feest van Maria Geboorte, verschenen de helpsters voor het eerst in uniform: een rode rok, zwarte blouse, schort en pellerine en een wit kapje. De stichter legde uit dat de kleur rood hen altijd moest herinneren aan het Bloed van Christus. De nieuwe naam hadden zij zelf, met goedkeuring van de abt, gekozen. Zij wilden missiezusters van het Kostbaar Bloed worden en hun naam zou voortaan hun programma zijn: "Het Bloed van Christus, waarmee hij de mensen verlost heeft, bijzonder te vereren en vruchtbaar te maken door hun apostolaat." (Const.1)
De bevolking hield van rood en volgens de wens van de stichter, moesten de zusters opgewekt en vriendelijk binnen treden in de hutten, om aan de mensen het evangelie van hoop, verlossing en vrede te brengen. Zonder veel kennis van de taal begonnen de zusters, reeds daags na hun "inkleding", lessen te geven aan de meisjes. Het was een grote vreugde, toen reeds met Kerstmis 1885 zeven nieuwe helpsters arriveerden. Een echt noviciaat was er toen nog niet. De stichter zelf gaf de eerste lessen.
Pas na enige tijd en beginmoeilijkheden vond hij een geschikte novicenmeesteres: zr. Paula Emunds. Ofschoon zij zelf nog novice was en pas 22 jaar oud, had abt Pfanner haar rechtzinnig karakter, haar moed, haar sterk Godsvertrouwen, haar trouw, haar echte moederlijkheid en haar talent om leiding te geven ontdekt. Als kokkin was zij trouw geweest in kleine dingen. Nu werd haar de vorming van de zusters toevertrouwd en daarmee werd de toekomst van de congregatie en de opgave tot missionering in haar handen gelegd.
Toen bestonden nog niet de strenge voorschriften voor de nieuwe, actieve congregaties. Daarom kon de stichter, na twee jaar opleiding, toestaan dat de zusters hun privé geloften deden. Zr. Emunds was er een van. Als teken van hun professie kregen zij een kruis aan een rood lint.
De nieuwe congregatie ontwikkelde zich zeer snel. Eind 1888 waren er reeds 117 zusters. Voor sommigen bleek echter het klimaat te zwaar of de aanpassing aan andere levensomstandigheden te moeilijk. Snel groeide het inzicht dat de oprichting van een vormingshuis in Europa nodig was.
Op 26 maart 1889 begonnen drie zusters in Kirchherten in Duitsland. Er waren echter veel moeilijkheden door de Kulturkampf, de politiek van Bismarck tegen de Rooms-Katholieke Kerk. Daarom gingen de zusters, volgens de wens van de stichter, in 1891 naar Helden-Panningen in Nederland, Limburg. Het klooster werd echter snel te klein. Daarom kocht abt Wolpert in Aarle-Rixtel bij Helmond een eenzaam gelegen landgoed.
Op 15 juli 1903 konden de laatste zusters uit Helden-Panningen verhuizen naar het nieuwe klooster. Het klooster kreeg de naam Missieklooster Heilig Bloed. Het wapen van de congregatie werd boven de kloosterpoort aangebracht. het toont het Lam Gods met de zegevaan, en de kelk waar het Bloed in stroomt.
Intussen was moeder M. Natalia Weindl benoemd tot eerste algemene overste, een positie die zij behield van 1894-1907.
Op 2 oktober 1906 werden de constituties goedgekeurd door Paus Pius X.
Na goedkeuring van de constituties werd zr. Emunds eenstemmig gekozen als eerste canonieke generaal-overste, tot vreugde van de stichter en de zusters. Het moederhuis van de congregatie, tot dan toe in Marianhill, werd verplaatst naar Nederland, naar het Missieklooster Heilig Bloed in Aarle-Rixtel. De kleur van het habijt veranderde: zwart, of in de warme landen wit, met een koperen kruis aan een rood koord.
Rond 1970 werd het generalaat verplaatst naar Rome, het centrum van de Rooms-Katholieke Kerk. In 2007 waren de inmiddels bijna 1000 zusters actief in 22 verschillende landen.
Een belangrijk klooster van deze orde staat in Neuenbeken, gemeente Paderborn, Duitsland.